# به سوی زمان تو
به سوی زمان تو (کره‌ای: 너의 시간 속으로) یک مجموعه اینترنتی محصول کره جنوبی با بازی آن هیو سوپ، جون یو بین و کانگ هون است. این مجموعه بر پایهٔ مجموعه تلویزیونی تایوانی روزی یا یک روز (۲۰۱۹) است. به سوی زمان تو در ۸ سپتامبر ۲۰۲۳ از نتفلیکس منتشر شد.

## بازیگران
- آن هیو سوپ در نقش گو یون جون / نام شی هون[۷]

دوست‌پسر جون هی.
- جون یو بین در نقش هان جون هی / کوان مین جو[۸]

دوست‌دختر یون جون.
- کانگ هون در نقش جونگ این گیو[۹]

بهترین دوست نام شی هون که به مین جو علاقه دارد.

## تولید

### بازیگران
در دسامبر ۲۰۲۱، اعلام شد که جون یو بین و آن هیو سوپ پیشنهاد بازی در این مجموعه به عنوان نقش‌های اصلی را دریافت کرده‌اند. در فوریه ۲۰۲۲، گزارش شد که به کانگ هون نیز برای ایفای نقش در این مجموعه پیشنهاد داده شده‌است. در ۳۱ مارس ۲۰۲۲، نتفلیکس تولید این مجموعه را با گروه بازیگران آن هیو سوپ، جون یو بین و کانگ هون تأیید کرد.

### فیلم‌برداری
فیلم‌برداری در آوریل ۲۰۲۲ آغاز شد.